# Horváth Csanád Jutas
Horváth Csanád Jutas (?1988–) a kulcsi mészárlás elkövetője. Vélhetően sorozatgyilkos, mivel a családtagjaival több különböző időpontban (1-3 napos távlatokban) végzett.

## Előélet
A férfi magas társadalmi státuszú családban született. Nagyszülei egyetemen oktató értelmiségiek voltak, édesapja pedig építési vállalkozó. A család a '80-as években költözött Kulcsra, a családfő, Horváth Ferenc által építtetett családi házba, amely a falu egyik legnagyobb ilyen épülete volt. Csanád Jutas már ebben a házban töltötte gyermekkorát. A családfő domináns személyisége növekvő súllyal nehezedett a Horváth családra. Horváth Ferenc az idő múlásával egyre zűrösebb üzleti ügyekbe és csalásokba bonyolódott, aminek eredményeként a 2000-es években letöltendő börtönbüntetésre ítélték. Az akkor kamasz korú Csanád Jutast megviselte a családfő börtönbe kerülése, kortársai előtt nagyon szégyellte az apja által elkövetett csalásokat. A gimnáziumból kimaradt, az érettségi bizonyítványt is csak a nagyszülők dörgedelmeinek hatására szerezte meg esti tagozaton. A Horváth család elszigetelődött Kulcson belül, szomszédsági kapcsolatokat nem ápoltak, jóformán a falak közül sem mozdultak ki, lakóházuk környezetét elhanyagolták, megélhetésüket Csanád Jutas nagyszüleinek nyugdíjából fedezték. A családtagok egymással sem nagyon tartották a kapcsolatot. Egy házon belül, de saját kulcsra zárt lakrészeikben éltek egymással is alig kommunikálva. Horváth Ferenc börtönből történt kiszabadulása a kialakult helyzeten nem változtatott. Csanád Jutas idejének legnagyobb részét számítógépes játékokkal töltötte.

## A mészárlásról

### Az első gyilkosság
Legelőször 34 éves bátyjával végzett 2012. április 4-én. Egy korábban vásárolt nyílpuskát szeretett volna a testvérpár kipróbálni és emiatt egy a házukhoz közeli épülőfélben lévő ingatlanba mentek. Az épületben hátulról leszúrta bátyját. A történteket akkor senki sem vette észre.

### A második gyilkosság
2012. április 5-én a 87 éves nagyapjával végzett a könyvtárszobában. Először puszta kézzel bántalmazta, majd késsel is megszurkálta.

### A harmadik gyilkosság
A 83 éves nagyanyját közvetlen a második gyilkosság után támadta meg a hálószobájában. Egy késsel szúrta le. A nő életét vesztette.
A nagyanyja 49 szúrást és vágást szenvedett el.

### Az utolsó gyilkosság
A többi családtagjával 2012. április 6-án akart végezni mégpedig úgy, hogy a ház emeletére vezető ajtó kilincsébe áramot vezetett. Viszont áramütés senkit sem ért. Még ezen a napon 36 éves nővérére támadt rá a szobájában egy késsel. A nő kiabálására a szülők figyeltek fel és a segítségére siettek. Ekkor érte halálos szúrás az édesapját. Az édesanyja és a nővére súlyosan megsérült. A nővére értesítette a közelben lakó barátját, aki elindult a házhoz egy bottal. Ő értesítette a rendőrséget is, de a helyszínt elmulasztotta közölni. Csanád eközben elhagyta a házat és szembetalálkozott a férfival, akivel dulakodni kezdtek és az 56 éves férfit is megsebesítette. Neki sikerült elmenekülnie és a szomszédoktól kért segítséget.
A rendőrség a helyszínre nagy erőkkel vonult ki a TEK-kel karöltve. A férfit a Duna mellett sikerült 2 órán belül felkutatni és elfogni.

## Büntetőeljárás
Kihallgatása során részletes beismerő vallomást tett. Állítása szerint hónapok óta gyilkos ösztön ébredt benne, családtagjai halálos ellenségeivé váltak, ezért ölte meg őket.
A családtagjai ellen előre kitervelten, különös kegyetlenséggel hajtotta végre a gyilkosságokat. Tettét később sem bánta meg. Kijelentette, hogy családtagjai akadályozták egy magasabbrendű démoni létformába való átalakulását.
A bírósági eljárás előtt elmeszakértő vizsgálta meg a férfit, akinél tudathasadásos elmezavart állapítottak meg. Emiatt az ügyészség elrendelte Horváth letartóztatásának megszüntetését és elmegyógyintézetben történő kényszergyógykezelését. Egy második elmeorvosi vizsgálat során a szakértő nem tudta egyértelműen megállapítani, hogy Horváth a gyilkosságok elkövetése idején is elmezavarban szenvedett volna, így a Székesfehérvári Törvényszéken 2013-ban megkezdődött a büntetőper. Az ügyészség előre kitervelt, különös kegyetlenséggel több emberen elkövetett emberöléssel vádolta meg Horváthot. A büntetőper során zajlott Horváth elmeállapotának harmadik szakértői vizsgálata, amelyet 2014 májusában ismertettek a bírósággal. Ebben a szakértő megállapította, hogy Horváth Csanád Jutas súlyos személyiségzavarban és tébolyban szenved, amely betegsége miatt nem lehetett tisztában tettének jelentőségével. Horváthot a Székesfehérvári Törvényszék 2014. május 24-én kihirdetett ítéletében felmentette a gyilkosság vádja alól, egyúttal elrendelte zárt intézetben történő kényszergyógykezelését. Az ügyészség hiába fellebbezett az ítélet ellen, a Fővárosi Ítélőtábla 2015 márciusában jogerős végzésében helyben hagyta az első fokon született döntést.
A kulcsi családirtó kényszergyógykezelése legfeljebb 20 évig tart. Ha állapotában addig nem áll be pozitív változás, akkor pszichiátriai intézetben kell tovább folytatni a kezelését.